# Hans Roth (Unternehmer, 1946)
Hans Roth (eigentlich Johann Roth, * 2. Oktober 1946 in Feldbach) ist ein österreichischer Unternehmer und Aufsichtsratsvorsitzender der Saubermacher Dienstleistungs AG.

## Leben
Hans Roth wurde als ältestes Kind von Hans Roth und dessen Ehefrau Maria in Feldbach geboren. Er hat fünf Geschwister. Nachdem er seine Schulbildung mit der Handelsschule beendet hatte, begann er seine dreijährige Ausbildung zum Einzelhandelskaufmann in einem Kaufhaus in Passail. Im Anschluss daran trat er in das elterliche Unternehmen ein und war am Aufbau der Roth Handels- und Bauhandwerks GmbH, der Interro Handels GmbH sowie der Roth Heizöle GmbH (heute Bestandteile der Roth Unternehmensgruppe) beteiligt.
Im Jahr 1979 gründete er – gemeinsam mit seiner Ehefrau Margret Roth (geb. Watzl) – die Roth Umweltschutz GmbH, aus der später die Saubermacher Dienstleistungs AG hervorging. Bis Anfang 2012 stand er dem Unternehmen als Vorstand und Unternehmenssprecher vor; seit Februar 2012 hat er die Position des Aufsichtsratsvorsitzenden inne.
Als Obmann der Fachgruppe für Abfall- und Abwasserwirtschaft der Wirtschaftskammer Steiermark engagierte sich Roth während seiner 10-jährigen Funktionsperiode bis 2009 sowie als Mitinitiator bei der Gründung des Verbands Österreichischer Entsorgungsbetriebe (VÖEB) für die Entwicklung der Abfallwirtschaft in Österreich und war dort ab Mai 2014 Präsident. Roth ist außerdem Obmann der von ihm ins Leben gerufenen Initiative „Steirer helfen Mariazell“ und Schirmherr des steirischen WirtschaftsClubs des Wirtschaftsblattes.

## Privates
Roth ist seit 1972 verheiratet und hat drei Kinder. Er ist Kunstsammler und gemeinsam mit seiner Frau ein Förderer vieler sozialer und künstlerischer Projekte. Sein Lebensmittelpunkt ist neben seinem derzeitigen Wohnsitz Graz sein Heimatort Gnas.

## Titel und Auszeichnungen
Hans Roth erhielt im Laufe seines Lebens bisher folgende Auszeichnungen:
- Kommerzialrat
- Unternehmer des Jahres 1999
- Umweltmanager des Jahres 1999[8]
- Österreicher des Jahres 2009
- Entrepreneur des Jahres für Österreich 2009[9]
- Umwelttechnologiepreis Daphne in Platin (Sonderpreis für Lebenswerk) 2015[10]
- Großes Ehrenzeichen für Verdienste um die Republik Österreich 2017[11]
- Großes Goldenes Ehrenzeichen des Landes Steiermark 2019[12]
- Komtur des Gregoriusorden 2021[13]
- Auszeichnung für Lebenswerk vom Club55 2023[14]